# Blastosporella
Blastosporella är ett släkte av svampar. Blastosporella ingår i familjen Lyophyllaceae, ordningen Agaricales, klassen Agaricomycetes, divisionen basidiesvampar och riket svampar.
|                | Lyophyllum                              |
|                |                                         |
|                | Calocybe                                |
|                |                                         |
|                | Termitomyces                            |
|                |                                         |
|                | Tephrocybe                              |
|                |                                         |
|                | Hypsizygus                              |
|                |                                         |
|                | Asterophora                             |
|                |                                         |
| Blastosporella | \| \| Blastosporella zonata \| \| \| \| |
|                | \| \| Blastosporella zonata \| \| \| \| |
|                | Ossicaulis                              |
|                |                                         |
|                | Termitosphaera                          |
|                |                                         |
|                | Lyophyllopsis                           |
|                |                                         |
|                | Blastosporella zonata                   |
|                |                                         |

|  | Blastosporella zonata |
|  |                       |

## Källor

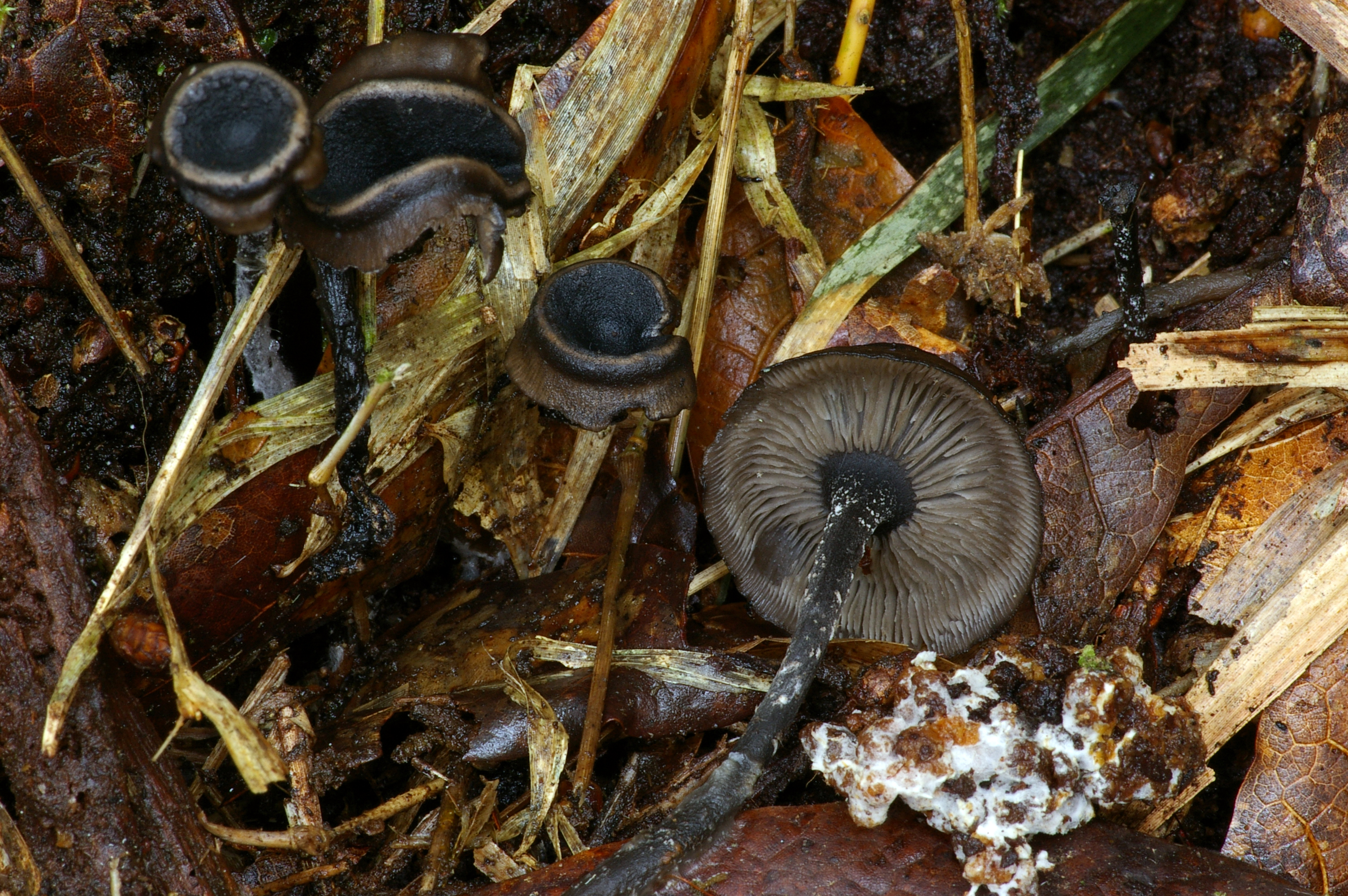